# Hardella thurjii
Hardella thurjii là một loài rùa trong họ Emydidae. Loài này được Gray mô tả khoa học đầu tiên năm 1831.